# Notre-Dame-de-Bliquetuit
Notre-Dame-de-Bliquetuit és un municipi francès situat al departament del Sena Marítim i a la regió de Normandia. L'any 2007 tenia 641 habitants.

## Demografia

### Població
El 2007 la població de fet de Notre-Dame-de-Bliquetuit era de 641 persones. Hi havia 236 famílies de les quals 36 eren unipersonals (16 homes vivint sols i 20 dones vivint soles), 90 parelles sense fills, 106 parelles amb fills i 4 famílies monoparentals amb fills.
La població ha evolucionat segons el següent gràfic:
Habitants censats

### Habitatges
El 2007 hi havia 266 habitatges, 239 eren l'habitatge principal de la família, 21 eren segones residències i 6 estaven desocupats. 256 eren cases i 3 eren apartaments. Dels 239 habitatges principals, 202 estaven ocupats pels seus propietaris, 34 estaven llogats i ocupats pels llogaters i 3 estaven cedits a títol gratuït; 4 tenien una cambra, 16 en tenien dues, 67 en tenien tres, 79 en tenien quatre i 72 en tenien cinc o més. 184 habitatges disposaven pel capbaix d'una plaça de pàrquing. A 91 habitatges hi havia un automòbil i a 132 n'hi havia dos o més.

### Piràmide de població
La piràmide de població per edats i sexe el 2009 era:
| Homes | Edats   | Dones |
| ----- | ------- | ----- |
| 0     | 95 o +  | 0     |
| 0     | 90 a 94 | 0     |
| 0     | 85 a 89 | 0     |
| 0     | 80 a 84 | 12    |
| 8     | 75 a 79 | 16    |
| 20    | 70 a 74 | 4     |
| 8     | 65 a 69 | 12    |
| 20    | 60 a 64 | 16    |
| 12    | 55 a 59 | 16    |
| 16    | 50 a 54 | 24    |
| 28    | 45 a 49 | 16    |
| 28    | 40 a 44 | 32    |
| 20    | 35 a 39 | 20    |
| 8     | 30 a 34 | 16    |
| 20    | 25 a 29 | 20    |
| 8     | 20 a 24 | 12    |
| 40    | 15 a 19 | 12    |
| 32    | 10 a 14 | 16    |
| 16    | 5 a 9   | 12    |
| 0     | 0 a 4   | 16    |

## Economia
El 2007 la població en edat de treballar era de 410 persones, 291 eren actives i 119 eren inactives. De les 291 persones actives 277 estaven ocupades (154 homes i 123 dones) i 14 estaven aturades (9 homes i 5 dones). De les 119 persones inactives 31 estaven jubilades, 26 estaven estudiant i 62 estaven classificades com a «altres inactius».

### Ingressos
El 2009 a Notre-Dame-de-Bliquetuit hi havia 247 unitats fiscals que integraven 668 persones, la mediana anual d'ingressos fiscals per persona era de 19.537 €.

### Activitats econòmiques
Dels 19 establiments que hi havia el 2007, 2 eren d'empreses extractives, 1 d'una empresa alimentària, 7 d'empreses de construcció, 4 d'empreses de comerç i reparació d'automòbils, 1 d'una empresa de transport, 1 d'una empresa d'hostatgeria i restauració, 1 d'una empresa financera i 2 d'empreses immobiliàries.
Dels 4 establiments de servei als particulars que hi havia el 2009, 1 era un paleta, 1 fusteria, 1 empresa de construcció i 1 restaurant.
Dels 3 establiments comercials que hi havia el 2009, 1 era una fleca i 2 floristeries.
L'any 2000 a Notre-Dame-de-Bliquetuit hi havia 15 explotacions agrícoles que ocupaven un total de 168 hectàrees.

## Equipaments sanitaris i escolars
El 2009 hi havia una escola elemental.

## Poblacions més properes
El següent diagrama mostra les poblacions més properes.